# Аристарх (апостол від 70)
Аристарх (грец. Αρίσταρχος ο Θεσσαλονικεύς) — апостол від сімдесяти, македонянин з Фессалоніки. Помер близько 67 року в Римі.
Переказ відносить апостола Аристарха до числа тих учнів Ісуса Христа, яких він послав з Євангельським благовістям ще за свого земного життя (Лк. 10:1-24). Згідно з житієм, Аристарх був співробітником апостола Павла, став єпископом сирійського міста Апамеї (також відомий як Апамея-Кібот). Ім'я його неодноразово згадується в книзі Діянь святих апостолів (Дії 19:29; 20:4; 27:2) і в Посланнях апостола Павла (Кол. 4:10; Филим. 1:24).
Із Біблії відомо, що він часто був супутником апостола Павла та бував ув'язненим разом із ним.
Житіє повідомляє про мученицьку смерть Аристарха за імператора Нерона (54 — 68 роки), одночасно зі святим апостолом Павлом (+ бл. 67 року).
У багатьох ранніх списках сімдесяти апостолів через непорозуміння часто називались два апостоли з іменем Аристарха: один — єпископ Апамеї, другий — єпископ Солуні. Насправді ж це була одна особа — апамейський єпископ родом із Фессалонік.

## Дні пам'яті
- У Православній церкві[1]: 15 квітня, 27 вересня і 4 січня — соборна пам'ять апостолів від 70-ти.
- У Католицькій церкві: 4 серпня.